# Круглоголовка согдіанська
Круглоголовка согдіанська (Phrynocephalus sogdianus) — представник роду круглоголовок з родини Агамових.

## Опис
Загальна довжина сягає 10 см. Тулуб досить стрункий. Верхня поверхня морди переходить у передню, при розгляді зверху ніздрі добре видно. Спинна луска дрібна з чіткими реберцями, на лусочках горла і грудей вони виражені звичайно слабкіше, на череві зовсім відсутні. Луска верхньої поверхні стегна з ясними реберцями. На верхній поверхні шиї немає поперечної складки шкіри. Біла шипувата луска з боків основи хвоста і на задньому краї стегон розвинена дуже слабко і іноді майже не відрізняється від сусідньої луски. 
Спина має пісочно-жовтий колір з коричневим відтінком і численними щільно розташованими темними і світлими крапочками і цяточками. Уздовж середини спини і на підставі хвоста зверху є рядок коричневих у чорній облямівці округлих або витягнутих поперек плям, які відрізняються  великими розмірами серед інших плям на спині. Такого ж кольору обрамлена чорним поперечна смужка між передніми краями очей і 4 невеликих симетрично розташованих плями на верхній поверхні голови. Черево має біле забарвлення. Хвіст з нижньої сторони з 2-4 вугільно-чорними поперечними смугами і такого ж кольору кінцем. 

## Спосіб життя
Полюбляє майже позбавлені рослинності ділянки горбистих пісків, окремі бархани. Ховається у неглибоких, до 10 см завдовжки, норах, що йдуть майже під прямим кутом вглиб піску. Найчастіше круглоголовки ховаються від небезпеки, занурюючись у пісок за допомогою швидких бічних коливальних рухів тіла. Харчується дрібними комахами, зокрема, мурашками, жуками, гусінню і клопами.
Це яйцекладна ящірка. Відкладання яєць триває з середини квітня до середини червня. Кладка  фіксована — 1 яйце. За сезон буває 4 кладки. Молоді агами з'являються з другої половини червня. До весни наступного року вони досягають розмірів 3-3,2 см. 

## Розповсюдження
Мешкає у південно-західному Таджикистані та південному Узбекистані від долини р.Сурхан-Дар'ї на заході і східного краю долини р.Вахш на сході, а також у північному Афганістані. 